# الفريخة
الفريخة قرية تقع في ولاية نهر النيل في السودان شمال مدينة بربر 12 كيلومتر بالقرب من الشلال الخامس وشرق النيل وتعتبر ثاني أكبرر قرية شمال بربر مساحةً بعد قرية العبيدية. تحدها شملا قرية الحفاب وجنوبا قرية الضانقيل التي يوجد بها موقع أثري ويعود تاريخيا إلى حضارة مروي وتعمل بالموقع بعثة مشتركة (كندية – سودانية) بدأت العمل منذ سنة 1997م وهو قريب من المواقع السكنية. حيث كان الموقع عبارة عن أكوام كبيرة وبدأ الحفر في أكبر كوم في العام 2000م واتضح أنه معبد يعود تاريخيا للفترة من القرن الأول ق.م إلى القرن الأول الميلادي للملك نتكاماني وزوجته أماني تيري ووجدت بهذا المعبد في نهاية العام 2008م تماثيل تعود للفترة النبتية. وتجري هذه البعثة التنقيب في قرية الفريخة ولازال العمل جاريا بها. أسس بالقرية في عام 1050ه الشيخ حمد الأغبش مسجد الفقرا العويضياب مع تلميذه صالح بن الفقيه عويضة. يعتمد سكانها على الزراعة في الأراضي المحاذية لشريط النيل غرب المنطقة وبمشروع الحصا الزراعي بالمنطقة الواقعة شرق المنطقة.
أصل تسمية المنطقة ترجع للصول بالجيش التركي الزين ود حاج عمران المناضل الوطني الذي كانت له خادمة تقطن تلك المنطقة وإلى الآن تسمى المنطقة فريخة الزين ولازال احفاده يقطنون تلك المنطقة إلى اليوم